# Bizerte
Bizerte oder traditionell deutsch Biserta (arabisch بنزرت, Binzart, französisch Bizerte, italienisch Biserta) ist eine Hafenstadt am Mittelmeer im nördlichen Tunesien. Bizerte ist die Hauptstadt des Gouvernements Bizerte und nördlichste Stadt Afrikas.
Die Stadt ist seit mehr als drei Jahrtausenden ein bedeutendes Seefahrts- und Handelszentrum. Im Stadtgebiet befinden sich ein Außenhafen und zwei Innenhäfen, die über einen Kanal miteinander verbunden sind. Die Stadt ist Zentrum der tunesischen Erdölindustrie.

## Geschichte

### Antike
Die Stadt wurde um 1100 v. Chr. durch die Phönizier als Handelsstützpunkt gegründet. Während der Punischen Kriege gelangte sie zunächst unter den Einfluss der Karthager, fiel jedoch nach dem letzten Konflikt der Großmächte an das Römische Reich. Dieses Ereignis beendete auf einen Schlag neun Jahrhunderte der punischen Herrschaft. Das Territorium der zerstörten Stadt fiel an Utica, das auf Seiten Roms kämpfte. Es dauerte lange Zeit, bis das Gebiet von den Römern wieder besiedelt wurde. Die neue Stadt wurde Hippo Zarytus genannt; überliefert ist auch die griechische Bezeichnung Hippo Diarrhytus als Titularbistum.

### Mittelalter
Im Zuge der Islamischen Expansion wurde die Stadt von arabischen Truppen eingenommen und bekam ihren heutigen Namen. Ab dem Jahr 1050 begünstigte der Zustrom der Banū Hilāl den Zusammenbruch des Reichs der Ziriden. In der Folge entstand eine Vielzahl von kleinen, unabhängigen Fürstentümern, darunter auch das von Bizerte. 1155–1160 eroberten die Almohaden das Gebiet des heutigen Tunesiens. Etwa zwanzig Jahre später erhielt Ifrīqiya den Status einer autonomen Provinz.

### Neuzeit
Bis ins 19. Jahrhundert war die Stadt ein wichtiger Stützpunkt für die tunesischen Korsaren, die auch den See von Bizerte, eine Salzwasser-Lagune, als Rückzugsgebiet nutzten. 1881 wurde Bizerte von Frankreich besetzt und zu einem wichtigen Militärstützpunkt ausgebaut.
Von Dezember 1920 bis Oktober 1924 war das sogenannte Russische Geschwader, der Rest der Kaiserlich Russischen Schwarzmeerflotte, der im Russischen Bürgerkrieg auf der Seite der Weißen Armee des Generals Pjotr Nikolajewitsch Wrangel gestanden hatte, in Bizerte interniert. Unter den 5000 an Land gegangenen Personen befanden sich neben den Militärs auch zahlreiche ihrer zivilen Familienangehörigen. Die Russen betrieben in Bizerte bis 1925 eine Seefahrtsschule. Während einige Russen in Tunesien blieben, zog die Mehrheit der Internierten danach nach Frankreich.
Im Zweiten Weltkrieg kam es im Rahmen des Tunesienfeldzugs (1943) zu heftigen Kämpfen zwischen deutschen und US-amerikanischen Truppen um Bizerte.
Auch nach der Unabhängigkeit Tunesiens blieb der Militärstützpunkt zunächst in französischem Besitz, nachdem 1958 eine Ausnahmebestimmung im Abkommen über den französischen Truppenabzug festgelegt worden war. Im Juli 1961 verlangte Präsident Habib Bourguiba den Abzug der Franzosen und ließ die Flottenbasis von tunesischen Truppen umstellen. Der französische Präsident Charles de Gaulle schickte daraufhin Einheiten, die in dreitägigen Kämpfen (über 600 Tote, zu 95 % Tunesier) das gesamte Stadtgebiet besetzten (sogenannte Bizerte-Krise). Ende September kam es zu einer tunesisch-französischen Übereinkunft, aber erst am 15. Oktober 1963 verließ der letzte französische Soldat die Stadt.
Heute wendet sich die Stadt dem Tourismus zu, trotz der starken Militärpräsenz. In Bizerte befinden sich der größte Militärflugplatz der Luftwaffe und das Hauptquartier der Marine.

## Bevölkerung
Laut einer Volkszählung im Jahre 2004 hat Bizerte etwa 115.000 Einwohner.

## Städtepartnerschaften
- Palermo, Italien
- Kalamata, Griechenland
- Port Said, Ägypten, seit 1977

## Trivia
In Bizerte stand Afrikas einzige Schwebefähre, erbaut 1898. Sie wurde von den Franzosen demontiert und 1909 im Kriegshafen Brest wiedererrichtet. Dort wurde sie im Zweiten Weltkrieg nahezu vollständig zerstört.

## Söhne und Töchter der Stadt
- Youssef Gabsi (1923–2005), Fußballspieler
- Maurice Taieb (1935–2021), französischer Geologe
- Nikita Mandryka (1940–2021), französischer Comiczeichner
- Christian Debias (1946–2021), französischer Automobilrennfahrer
- Michel Seurat (1947–1986), französischer Soziologe und Arabist
- Lionel Duroy (* 1949), französischer Journalist und Schriftsteller
- Nabil Karoui (* 1963), Unternehmer und Politiker
- Mondher Kebaier (* 1970), Fußballtrainer
- Malek Jaziri (* 1984), Tennisspieler
- Hamdi Harbaoui (* 1985), tunesisch-belgischer Fußballspieler
- Farouk Ben Mustapha (* 1989), Fußballspieler
- Safa Saidani (* 1990), Tischtennisspielerin